# Юшка Ромуальдас Зігмович
Ромуальдас Зігмович Юшка (рос. Ромуальдас Зигмович Юшка, лит. Romualdas Juška; нар. 2 січня 1942, Кведарна, Шилальський район, Литовська РСР, СРСР) — литовський радянський футболіст і футбольний суддя. Майстер спорту з 1969 року. Арбітр ФІФА з 1979 року.

## Початок кар'єри й «Жальгіріс»
Народжений в Шилальском районі Литовської РСР Ромуальдас Юшка, свою футбольну кар'єру почав в сусідній Клайпеді — в команді «Балтія». У команді молодий футболіст провів три роки (один раз ставши срібним призером чемпіонату Литовської РСР), допоки не був помічений і отримав запрошення в головний футбольний клуб республіки — «Жальгіріс» (Вільнюс), який грав у вищій лізі чемпіонату СРСР — у класі А.
У чемпіонаті 1962 року в класі А «Жальгіріс» посів останнє, 22 місце. У новій команді Юшка дебютував у 7 турі, 6 червня 1962 року в домашньому матчі з «Локомотивом» (Москва), що закінчився нульовою нічиєю. У другому таймі Юшка вийшов на поле замість досвідченого Бейноравічюса. Всього на поле в тому сезоні Юшка виходив ще 4 рази, і лише одного разу провів матч повністю, в основному виступаючи в складі команди дублерів.
У 1963 році «Жальгіріс» продовжив свої виступи у другій групі класу «А». Перший сезон після вильоту був не дуже вдалим: 14-е місце з 18 учасників. Ромуальдас взяв участь у 22 матчах, в яких забив 6 м'ячів, ставши третім бомбардиром команди. Наступний сезон був більш успішним і для команди, і для нападника. «Жальгіріс» посів 5-е місце, а Юшка, який забив 20 м'ячів у 38 матчах, став не тільки найкращим бомбардиром команди, а й ліги (разом з нападником «Чорноморця» Василем Москаленко).
У чемпіонаті 1965 року «Жальгіріс» знову відкотився назад — 10-е місце. Юшка в 42 іграх забив всього 8 м'ячів (більше нього забивали троє його одноклубників) і був змушений покинути команду для служби в армії. Його відправили до Львова, до місцевого СКА, який в 1965 році виграв клас «Б» і отримав право грати у другій групі класу «А».

## Львів, Москва, Харків
Нова команда Юшки успішно дебютувала у другій групі класу «А» відразу посівши третє місце у другій підгрупі. Ромуальдас був основним гравцем цієї команди і взяв участь у 29 матчах, в яких забив 5 м'ячів. У наступному році він встиг провести 17 матчі за СКА й отримав запрошення в ЦСКА.
У ЦСКА нападник дебютував 15 серпня 1967 року в домашньому матчі з «Крилами Рад», який завершився нульовою нічиєю. За команду в класі «А» Юшка провів ще 7 матчів (усі починав в основному складі), в яких йому жодного разу не вдалося відзначитися. Саме в Москві Ромуальдас міг виграти свій перший серйозний трофей. У фінальному матчі за кубок СРСР, він вийшов на поле замість Анатолія Масляєва на 66 хвилині за рахунку 2: 0 на користь «Динамо» (Москва), проте хід гри йому переламати не вдалося і матч закінчився перемогою «Динамо» 3:0. Після закінчення сезону він перейшов у «Металіст» (Харків).
До Харкова Юшка прийшов разом з іншими армійцями: Віталієм Поляковим й Аркадієм Пановим, за словами останнього не без його участі. У тому ж сезоні «Металіст» також поповнив захисник, московський динамівець Олександр Малявкін. Команда націлювалась на вихід до першої групи класу «А». Однак «Металіст» зайняв лише друге місце в своїй підгрупі, відставши на 6 очок від «Суднобудівника» з Миколаєва. Ромуальдас провів в тому сезоні 33 матчі, в яких забив 11 м'ячів, ставши найкращим бомбардиром команди.
Юшка став одним з ключових гравців команди. Його партнер, Аркадій Панов, характеризував Ромуальдаса як футболіста з хорошою технікою, високою стартовою швидкістю, прекрасно поставленим ударом. Він став одним з улюбленців місцевої публіки. У 1969 році «Металіст» зайняв третє місце в своїй групі, а Юшка знову став найкращим бомбардиром команди, забивши 10 м'ячів у 33 матчах. Після закінчення сезону нападник повертається в Литву, в «Жальгіріс».

## Повернення в «Жальгіріс»
У «Жальгірісі» Юшка провів ще два сезони. Команда не виблискувала результатами: в 1970 році — 10 місце, в 1971 — 20-е в другій за значимістю лізі СРСР. Однак для Ромуальдаса все складалося успішніше: в 1970 він став найкращим бомбардиром команди з 10 голами й отримав приз найкращого футболіста Литви. У сезоні 1971 року Юшка грав за команду лише в першій половині сезону, після чого перейшов у вільнюську команду «Пажанга». З новою командою він у 1971 році виграв чемпіонат і кубок Литовської РСР, а в 1972 році зайняв друге місце. У 1973 році Юшка закінчив кар'єру гравця.

## Кар'єра судді
Після закінчення кар'єри футболіста Ромуальдас Юшка став приділяти увагу суддівства. У 1975 році він отримав всесоюзну категорію й почав залучатися до матчів вищої ліги. 16 квітня 1975 року дебютував в якості судді у вищому дивізіоні радянського футболу. Юшка разом з Кестутісом Андузюлісом і Іонасом Мулелісом обслуговував матч ЦСКА — «Шахтар» (Донецьк), який закінчився 1:0 на користь господарів поля. Всього за 15 років суддівства провів 147 матчів вищої ліги СРСР. Чотири рази Юшка входив до числа найкращих суддів сезону (в 1980, 1987, 1988, 1989 роках). Не обходилося й без скандалів: суддю періодично звинувачували в симпатії до тієї чи іншої команди.
Юшка став перший радянським суддею, який брав участь у фінальній частині чемпіонату Європи. Він обслуговував матч Євро-84 ФРН — Португалія, який закінчився внічию 0:0. Суддя показав лише одну жовту картку — Жайме Пашеку. Всього Юшка відсудив близько 40 міжнародних зустрічей, серед яких також два відбіркових матчі до Євро-84, матч фінальної частини чемпіонат світу серед молоді 1983 року й інші.
Через 10 днів після Євро-1984 обслуговував фінал кубка СРСР 1984 року між «Динамо» (Москва) й «Зенітом», який закінчився перемогою «Динамо» 2:0 (суддя показав 4 жовті картки). Всього проводив арбітраж у трьох вирішальних матчах цього турніру (1980, 1982 і 1984) 
До суддівської роботи Ромуальдас залучався й після набуття Литвою незалежності. Він обслуговував 5 матчів чемпіонату Литви серед жінок в сезоні 1994/95 років і фінал кубка Литви серед жінок восени 1995 року. Станом на 2010 рік Ромуальдас Юшка є інспектором Федерації футболу Литви.

## Досягнення
- Кубок СРСР
  -  Фіналіст (1): 1967

- Найкращий футболіст року в Литві (1970)

- Чемпіонат Литовської РСР
  -  Чемпіон (1): 1971
  -  Срібний призер (2): 1961, 1972

- Кубок Литовської РСР
  -  Володар (1): 1971

## Статистика
Статистика футбольних виступів:
| Сезон             | Клуб                  | Чемпіонат         | Чемпіонат | Чемпіонат | Кубок | Кубок | Загалом | Загалом |
| Сезон             | Клуб                  | Ліга              | Матчі     | Голи      | Матчі | Голи  | Матчі   | Голи    |
| ----------------- | --------------------- | ----------------- | --------- | --------- | ----- | ----- | ------- | ------- |
| 1959—1961         | «Балтія» (Клайпеда)   | КФК               | —         | —         | —     | —     | —       | —       |
| 1962              | «Жальгіріс»           | Д-1               | 5         | 0         | 1     | 0     | 6       | 0       |
| 1963              | «Жальгіріс»           | Д-2               | 22        | 6         |       | 1     | 23+     | 7       |
| 1964              | «Жальгіріс»           | Д-2               | 38        | 20        | 3     | 1     | 41      | 21      |
| 1965              | «Жальгіріс»           | Д-2               | 42        | 8         | 1     | 0     | 43      | 8       |
| За весь час       | За весь час           | За весь час       | 107       | 34        | 6+    | 2     | 113     | 36      |
| 1966              | СКА (Львів)           | Д-2               | 29        | 5         | 1     | 1     | 30      | 6       |
| 1967              | СКА (Львів)           | Д-2               | 17        | 0         |       |       | 17      | 0       |
| За весь час       | За весь час           | За весь час       | 46        | 5         | 1     | 1     | 47      | 6       |
| 1967              | ЦСКА (Москва)         | Д-1               | 8         | 0         | 3     | 0     | 11      | 0       |
| 1968              | «Металіст» (Харків)   | Д-2               | 33        | 11        | 1     | 0     | 34      | 11      |
| 1969              | «Металіст» (Харків)   | Д-2               | 33        | 10        | 1     | 0     | 34      | 10      |
| За весь час       | За весь час           | За весь час       | 66        | 21        | 2     | 0     | 68      | 21      |
| 1970              | «Жальгіріс» (Вільнюс) | Д-2               | 41        | 10        | 3     | 0     | 44      | 10      |
| 1971              | «Жальгіріс» (Вільнюс) | Д-2               | 18        | 1         | —     | —     | 18      | 1       |
| За весь час       | За весь час           | За весь час       | 59        | 11        | 3     | 0     | 62      | 11      |
| 1971—1973         | Пажанга (Вільнюс)     | КФК               | —         | —         | —     | —     | —       | —       |
| Всього за кар'єру | Всього за кар'єру     | Всього за кар'єру | 286       | 71        | 15    | 3     | 301     | 74      |